# 近鉄デ31形電気機関車
近鉄デ31形電気機関車（きんてつデ31がたでんききかんしゃ）は、かつて近畿日本鉄道に在籍した電気機関車で、3両が製造された。

## 概要

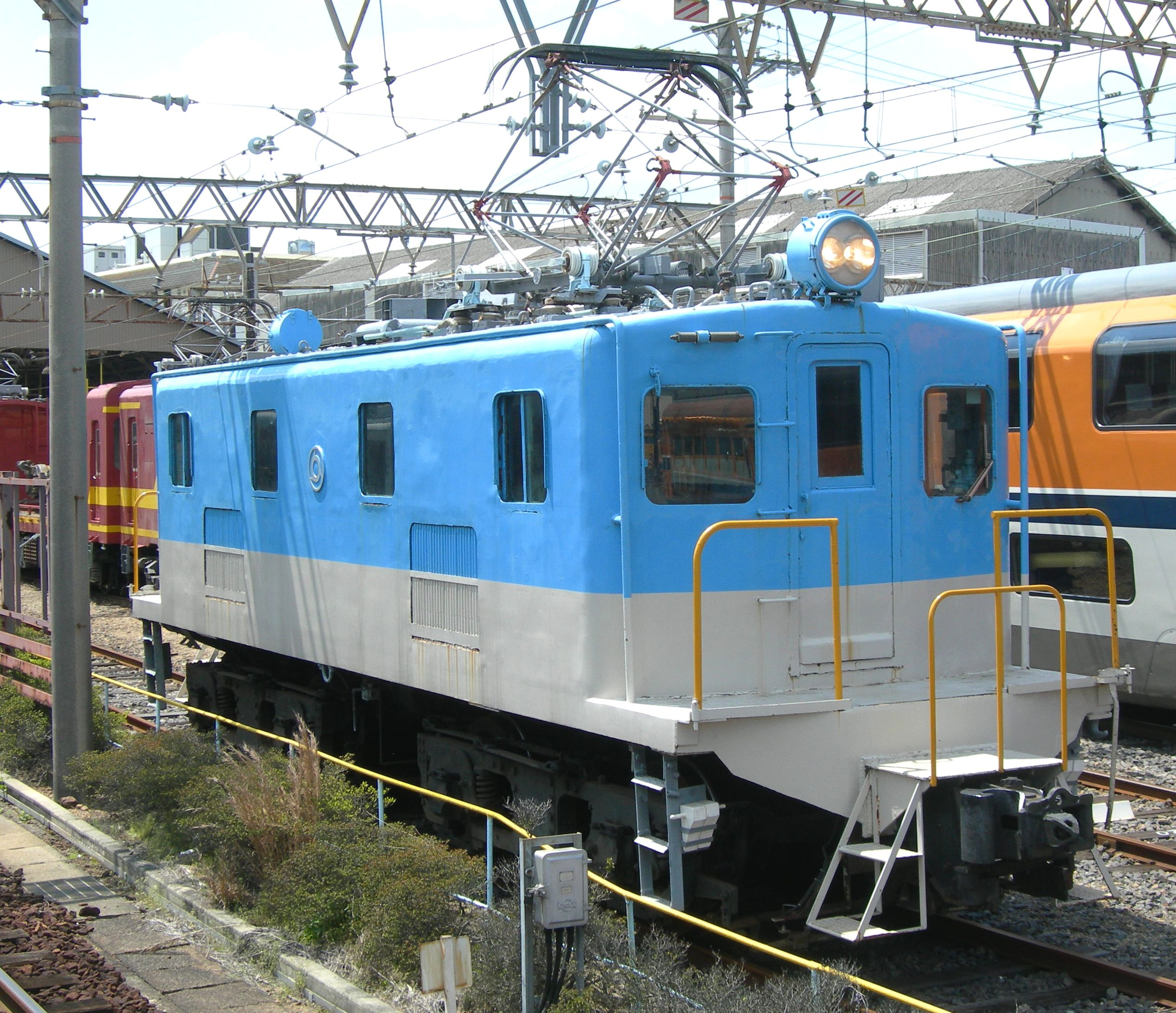
塩浜検修車庫の入換機 旧・デ32（2010年）

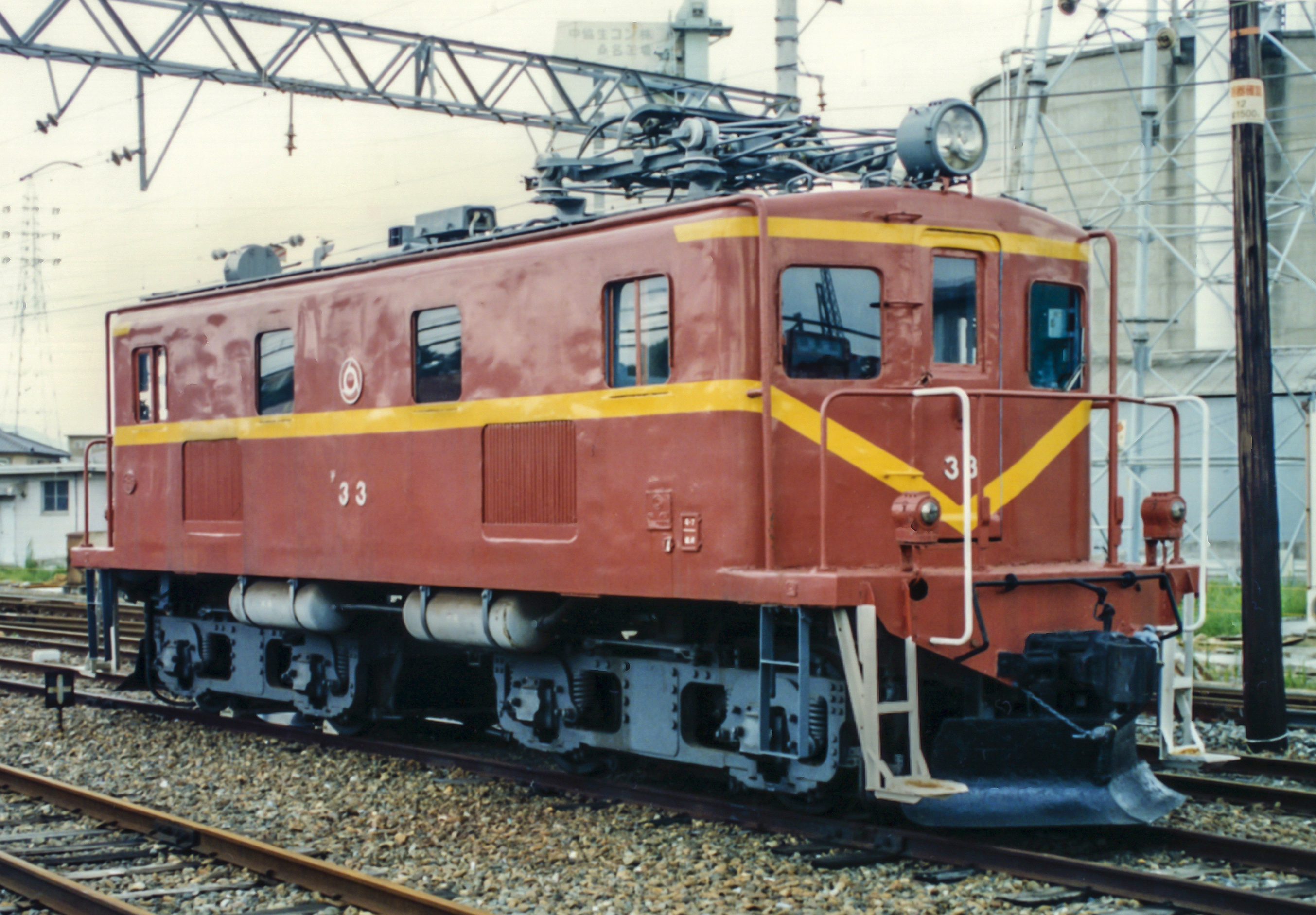
養老線東方検車場　デ33（1998年8月撮影）

1948年（昭和23年）に三菱重工業が製造した運転整備重量40t級の箱型電気機関車で、大井川鉄道E10形電気機関車や神戸電鉄700形電気機関車は同形機である。31 - 33の3両が製造され、31は伊賀線、32は名古屋線、33は南大阪線に配置された。3両とも狭軌用だったが、32は1959年の名古屋線改軌時に標準軌に改造され、デッキの手すりや空気だめの改造、移設が行われ自重が40.8tに増加した。33は1964年（昭和39年）、31は1971年（昭和46年）に養老線に転属して貨物列車の牽引に使用された。その後3両ともATS取り付けや前照灯の2灯式シールドビーム化といった改造が行われ、31と33には前面に入換用のステップが付けられた。
養老線に転属した31と33は、貨物列車の廃止により晩年は入換や除雪用として働き、2000年（平成12年）11月に廃車解体された。
デ32は1983年（昭和58年）に除籍された後、塩浜検修車庫の入換専用機となった。塗色がライトブルーとホワイトに塗り分けられ、2024年現在も現存している。

## 主要諸元
括弧内は32の数値
- 全長：10,800mm
- 全幅：2,700mm
- 全高：3,810mm
- 軌間：1,067mm（1,435mm）
- 運転整備重量：40.0t（40.8t）
- 電気方式：直流1,500V（架空電車線方式）
- 軸配置：B-B
- 台車形式：棒台枠
- 主電動機：MB-280-AR形(128kW)×4基 
  - 歯車比：16:73＝1:4.56
  - 1時間定格出力：512kW
  - 1時間定格引張力：5,900kg
  - 1時間定格速度：31.0キロメートル毎時
- 動力伝達方式：歯車1段減速、吊り掛け式
- 制御方式：抵抗制御、直並列2段組合せ制御
- 制御装置：電磁空気単位スイッチ式
- ブレーキ方式：EL14A空気ブレーキ、手ブレーキ